# زردنجان
زردنجان، روستایی از توابع بخش مرکزی شهرستان اصفهان در استان اصفهان ایران است. 

## جمعیت
این روستا در دهستان جی قرار دارد و براساس سرشماری مرکز آمار ایران در سال ۱۳۹۷ جمعیت آن ۸۰۳ نفر (۱۹۹خانوار) بوده‌است.